# Vughterstroom
De Vughterstroom is een van de takken van de Binnendieze. Even ten zuiden van de Berewoutstraat wordt de Vughterstroom gevoed door de Kleine Vughterstroom. Op dit punt kwam de Korte Vughterstroom samen met de reeds gedempte Parkstroom.
De Vughterstroom is een onderdeel van de vaarroute over de Binnendieze. Dit geldt tot waar de Verwersstroom in de Vughterstroom stroomt. Vanaf dat punt gaat de Vughterstroom verder naar het noorden, om uiteindelijk in de Smalle Haven te stromen.
Ter hoogte van de Molenstraat is de stroom overkluisd. Deze overkluizing dateert volgens een sluitsteen in een toog uit 1632. Na de restauratie van de Binnendieze is dit een van de meest gefotografeerde stukken van 's-Hertogenbosch.